# El Hule Nuevo
El Hule Nuevo är en ort i Mexiko.   Den ligger i kommunen Tempoal och delstaten Veracruz, i den sydöstra delen av landet, 250 km norr om huvudstaden Mexico City. El Hule Nuevo ligger 85 meter över havet och antalet invånare är 664.
Terrängen runt El Hule Nuevo är huvudsakligen platt. El Hule Nuevo ligger uppe på en höjd. Runt El Hule Nuevo är det ganska glesbefolkat, med 34 invånare per kvadratkilometer. Närmaste större samhälle är San Vicente Tancuayalab, 9,7 km norr om El Hule Nuevo. Trakten runt El Hule Nuevo består till största delen av jordbruksmark.